# Пон-де-Ренжі — Аеропорт Орлі (станція)
48°44′52″ пн. ш. 2°22′18″ сх. д. / 48.74778° пн. ш. 2.37167° сх. д.
Пон-де-Ренжі — Аеропорт Орлі (фр. Pont de Rungis - Aéroport d'Orly) — залізнична зупинка на лінії Шуазі-ле-Руа — Массі — Палезо, розташована на території комуни Тьє, департамент Валь-де-Марн, Франція.  
Обслуговується поїздами лінії RER C.
Це кінцева станція для поїздів ROMI.
Конструкція — наземна відкрита з двома береговими прямими платформами.
Пересадки:
- Автобуси:
  - автобусна мережа RATP: 183 , 319 , 382 і 396;
  - автобусна мережа Seine Grand Orly: 482;
  - автобусна мережа Noctilien: N22 і N31
- Метростанцію Тьє-Орлі 14-а лінія Паризького метро